# Dylan Seys
Dylan Seys (Kortrijk, 26 september 1996) is een Belgisch voetballer die bij voorkeur als aanvaller speelt.

## Carrière
Seys stroomde in 2015 door vanuit de jeugd van Club Brugge. Dat verhuurde hem in januari 2016 voor een half jaar aan Hapoel Akko. Hiervoor debuteerde hij in het betaald voetbal, in de Ligat Ha'Al. Hij speelde in dat halve seizoen dertien wedstrijden waarin hij vier keer scoorde. Club Brugge verhuurde hem in juli 2016 opnieuw, nu voor een jaar aan FC Twente. Hij tekende in augustus 2017 een contract tot medio 2019 bij RKC Waalwijk, dat hem transfervrij overnam van Club Brugge. In zijn verbintenis werd een optie voor nog een seizoen opgenomen. Seys is in het seizoen 2018/2019 met RKC Waalwijk gepromoveerd naar de Eredivisie. Op 3 december 2019 werd zijn nog tot medio 2020 doorlopende contract ontbonden. Na een kort avontuur bij Royal Excel Moeskroen keert hij in 2020 terug in Nederland bij SBV Excelsior in de Eerste divisie (voetbal Nederland)

## Clubstatistieken
| Seizoen     | Club            | Land               | Competitie     | Competitie | Competitie | Beker | Beker | Supercup | Supercup | Europees | Europees | Overig | Overig | Totaal | Totaal |
| Seizoen     | Club            | Land               | Competitie     | Wed.       | Dlp.       | Wed.  | Dlp.  | Wed.     | Dlp.     | Wed.     | Dlp.     | Wed.   | Dlp.   | Wed.   | Dlp.   |
| ----------- | --------------- | ------------------ | -------------- | ---------- | ---------- | ----- | ----- | -------- | -------- | -------- | -------- | ------ | ------ | ------ | ------ |
| 2015/16     | Club Brugge     | Vlag van België    | Eerste klasse  | 0          | 0          | 0     | 0     | 0        | 0        | 0        | 0        | 0      | 0      | 0      | 0      |
| 2015/16     | → Hapoel Akko   | Vlag van Israël    | Ligat Ha'Al    | 13         | 3          | 0     | 0     | —        | —        | —        | —        | 0      | 0      | 13     | 3      |
| 2016/17     | → FC Twente     | Vlag van Nederland | Eredivisie     | 17         | 1          | 0     | 0     | —        | —        | —        | —        | 0      | 0      | 17     | 1      |
| 2016/17     | → Jong Twente   | Vlag van Nederland | Tweede divisie | 8          | 1          | 0     | 0     | —        | —        | —        | —        | 0      | 0      | 8      | 1      |
| 2017/18     | RKC Waalwijk    | Vlag van Nederland | Eerste divisie | 27         | 8          | 3     | 1     | —        | —        | —        | —        | 0      | 0      | 30     | 9      |
| 2018/19     | RKC Waalwijk    | Vlag van Nederland | Eerste divisie | 36         | 12         | 3     | 1     | —        | —        | —        | —        | 6      | 1      | 45     | 14     |
| 2019/20     | RKC Waalwijk    | Vlag van Nederland | Eredivisie     | 3          | 0          | 0     | 0     | —        | —        | —        | —        | 0      | 0      | 3      | 0      |
| 2019/20     | Excel Moeskroen | Vlag van België    | Eerste klasse  | 1          | 0          | 0     | 0     | —        | —        | —        | —        | 0      | 0      | 1      | 0      |
| 2020/21     | SBV Excelsior   | Vlag van Nederland | Eerste divisie | 12         | 0          | 1     | 0     | 0        | 0        | 0        | 0        | 0      | 0      | 13     | 0      |
| 2021/22     | Helmond Sport   | Vlag van Nederland | Eerste divisie | 26         | 4          | 0     | 0     | 0        | 0        | 0        | 0        | 0      | 0      | 26     | 4      |
| Club totaal | Club totaal     | Club totaal        | Club totaal    | 143        | 29         | 7     | 2     | 0        | 0        | 0        | 0        | 6      | 1      | 156    | 32     |

1 Raatsie ·
2 Bronkhorst ·
3 Pierie ·
4 Warmerdam ·
5 Widell ·
6 Blomme ·
7 Fini ·
8 Tielemans ·
9 Omorowa ·
10 Duijvestijn  ·
11 Booth ·
12 Zagré ·
14 Rosario ·
15 Naujoks ·
16 Mattheij ·
17 Martens ·
19 Groen ·
20 Hartjes ·
21 Donkor ·
22 De Almeida Reis ·
23 Hatenboer ·
24 Eijgenraam ·
26 Zandbergen ·
26 Nedd ·
28 Seedorf ·
28 Middendorp ·
28 Olivacce ·
29 Van Duinen ·
30 Sanches Fernandes ·
31 Cairo ·
32 De Moes ·
33 Bergraaf ·
38 Kuiper ·
38 Danquah ·
40 Holla ·
Coach: Den Uil
· Assistent-coach: Breuer
· Assistent-coach: Koster
· Assistent-coach: Verhaar
· Keeperstrainer: Graafland